# Axiopsis irregularis
Axiopsis irregularis is een tienpotigensoort uit de familie van de Axiidae. De wetenschappelijke naam van de soort is voor het eerst geldig gepubliceerd in 1930 door Edmondson.